# عين حسان
عين حسان قرية سورية في ناحية القدموس في منطقة بانياس التابعة لمحافظة طرطوس.